# Kruto
Kruto (o Cruto) (m. 1093), hijo de Grin o Grinus, fue un príncipe de Wagria. James Westfall Thompson creía que su familia pertenecieron a los Rani de Rugia. 
Godescalco, un príncipe cristiano abodrita que estuvo casado con la hija de su aliado danés Svend Estridson, había sometido a los abodritas y algunas tribus luticias en los años 1050. En 1066, Kruto triunfó en un alzamiento iniciado por la nobleza abodrita y apoyado por los luticios, contra Godescalco y su duques sajones Ordulfo y Magnus. Godescalco fue asesinado, y sus hijos Budivoi y Enrique se exilió a Sajonia y Dinamarca. Kruto hizo su capital a partir de una gran fortaleza con empalizada en Buku, una isla en la confluencia de los ríos Trave y Wakenitz y lugar de lo que más tarde sería Lübeck. 
En 1074 o 1075, Budivoi, un hijo de Godescalco, con una banda de holsteinanos enviados por Magnus, atacaron la fortaleza de Kruto en Plön, que había dejado, a propósito, desatendida. Al día siguiente, fue rodeado por fuerzas eslavas, que hicieron rendirse a los sajones, después de lo cual fueron masacrados. Budivoi fue asesinado.
Hasta su muerte en 1093, Nordalbingien, incluyendo Holstein, Sturmaria, y Ditmarsch, estuvieron sometidos a su gobierno pagano. Durante décadas, Magnus, Erico de Dinamarca, y los margraves de la Marca del Norte (Udo II, Enrique I, y Udo III) lucharon por someter a Kruto, pero solo Erico estuvo a punto de lograrlo. 
El principado de Kruto era débil internamente, sin embargo, debido a los eslavos vasallos, como los luticios, continuaron eligiendo sus propios jefes subordinados a él. Del mismo modo, los abodritas cristianos estaban aliados en secreto con los sajones para provocar su caída. En un banquete en el que Kruto pretendía matar al otro hijo de Godescalco, Enrique, su invitado, en lugar de ello Enrique y la esposa de Kruto, Slavina, lo mataron a él. Inmediatamente después de su muerte, Enrique, que era un príncipe abodrita cristiano, lideró un ejército combinado eslavo y sajón hasta la victoria sobre los wendos en la batalla de Schmilau y sometió a los wagrios y los luticios para que rindieran tributo de nuevo.